# Jessica Bratich
Jessica Bratich est une karatéka australienne surtout connue pour la médaille de bronze qu'elle a remportée en kumite individuel féminin plus de 60 kilos aux championnats du monde de karaté 2006 à Tampere, en Finlande. 

## Résultats
| Résultat           | Date         | Épreuve                   | Catégorie | Compétition                | Ville hôte           |
| ------------------ | ------------ | ------------------------- | --------- | -------------------------- | -------------------- |
| Médaille de bronze | Octobre 2006 | Kumite individuel + 60 kg | Seniors   | Championnats du monde 2006 | Tampere, en Finlande |